# Уніря (комуна, Алба)
Уніря (рум. Unirea) — комуна у повіті Алба в Румунії. До складу комуни входять такі села (дані про населення за 2002 рік):
- Інок (273 особи)
- Думбрава (363 особи)
- Мехечень (383 особи)
- Уніря (3913 осіб) — адміністративний центр комуни
- Чугуду-де-Жос (377 осіб)
- Чугуду-де-Сус (197 осіб)

Комуна розташована на відстані 282 км на північний захід від Бухареста, 40 км на північний схід від Алба-Юлії, 44 км на південь від Клуж-Напоки.

## Населення
За даними перепису населення 2002 року у комуні проживали 5506 осіб.
Національний склад населення комуни:
| Національність            | Кількість осіб | Відсоток |
| ------------------------- | -------------- | -------- |
| румуни                    | 4096           | 74,4%    |
| цигани                    | 747            | 13,6%    |
| угорці                    | 660            | 12,0%    |
| німці                     | 2              | < 0,1%   |
| не вказали національність | 1              | < 0,1%   |

Рідною мовою назвали:
| Мова      | Кількість осіб | Відсоток |
| --------- | -------------- | -------- |
| румунська | 4652           | 84,5%    |
| угорська  | 651            | 11,8%    |
| циганська | 201            | 3,7%     |
| німецька  | 2              | < 0,1%   |

Склад населення комуни за віросповіданням:
| Релігія            | Кількість осіб | Відсоток |
| ------------------ | -------------- | -------- |
| православні        | 4228           | 76,8%    |
| реформати          | 540            | 9,8%     |
| греко-католики     | 291            | 5,3%     |
| п'ятдесятники      | 234            | 4,2%     |
| римо-католики      | 109            | 2,0%     |
| баптисти           | 16             | 0,3%     |
| мусульмани         | 10             | 0,2%     |
| унітарії           | 7              | 0,1%     |
| адвентисти         | 3              | 0,1%     |
| не релігійні       | 3              | 0,1%     |
| не вказали релігію | 1              | < 0,1%   |

## Зовнішні посилання
- Дані про комуну Уніря на сайті Ghidul Primăriilor